# 1190
Високе Середньовіччя •  Золота доба ісламу •  Реконкіста •  Хрестові походи •  Київська Русь

## Геополітична ситуація
Ісаак II Ангел очолоє Візантію (до 1195). Німецьким королем став Генріх VI. Філіп II Август править у Франції (до 1223).
Апеннінський півострів розділений: північ належить Священній Римській імперії, середню частину займає Папська область, більша частина півдня належить Сицилійському королівству. Деякі міста півночі: Венеція, Піза, Генуя тощо, мають статус міст-республік, частина з яких об'єднана Ломбардською лігою.
Південь Піренейського півострова в руках у маврів. Північну частину півострова займають християнські Кастилія, Леон (Астурія, Галісія), Наварра, Арагонське королівство (Арагон, Барселона) та Португалія. Річард Левове Серце є королем Англії (до 1199), королем Данії — Кнуд VI (до 1202).
У Києві княжить Святослав Всеволодович (до 1194). Володимир Ярославич займає галицький престол (до 1198). Ярослав Всеволодович княжить у Чернігові (до 1198), Всеволод Велике Гніздо у Володимирі-на-Клязмі (до 1212). Новгородська республіка та Володимиро-Суздальське князівство фактично відокремилися від Русі. У Польщі період роздробленості. На чолі королівства Угорщина стоїть Бела III (до 1196).
В Єгипті, Сирії та Палестині править династія Аюбідів, невеликі території на Близькому Сході утримують хрестоносці.
У Магрибі панують Альмохади. Сельджуки окупували Персію та Малу Азію. Хорезм став наймогутнішою державою Середньої Азії. Гуриди контролюють Афганістан та Північну Індію. У Китаї співіснують держава ханців, де править династія Сун, держава чжурчженів, де править династія Цзінь, та держава тангутів Західна Ся. На півдні Індії домінує Чола. В Японії розпочався період Камакура.

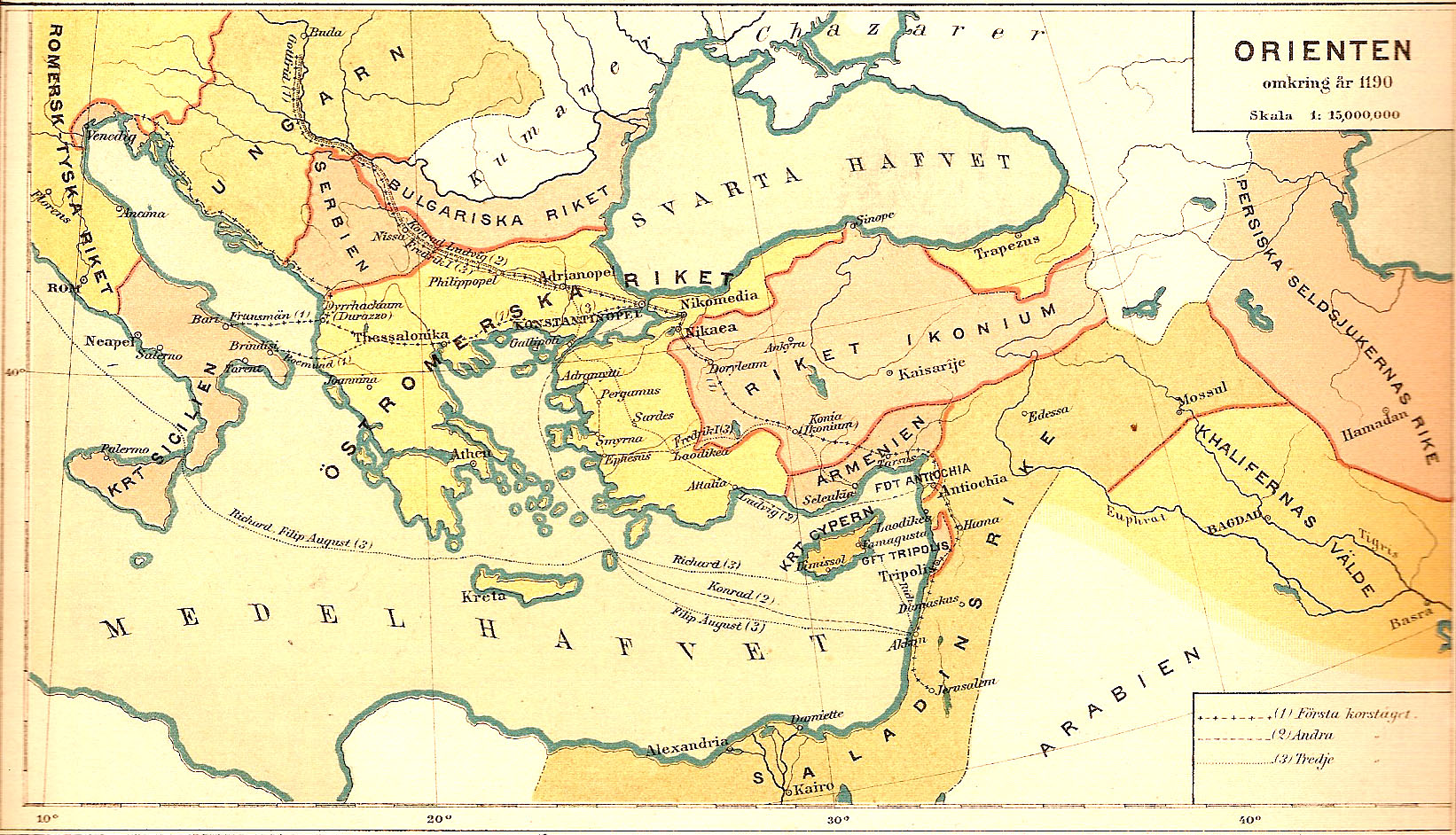
Схід у 1190

## Події
- Третій хрестовий похід:
  - Візантійський імператор під тиском згодився пропустити війська німецьких хрестоносців через територію Візантії.
  - Імператор Священної Римської імперії Фрідріх Барбаросса втонув у річці Салеф.
  - 16 березня у англійському місті Йорк хрестоносці вчинили єврейський погром. Вціліле єврейське населення, що сховалося у Башті Кліффорд, сподіваючись на порятунок, було спалене живцем.
  - Німецькі лицарі в Палестині заснували Тевтонський орден.
  - З Марселя в хрестовий похід вирушили англійський король Річард Левове Серце та французький король Філіп II Август.
  - Річард Левове Серце захопив Мессіну, вступивши в конфлікт з Танкредом із Лечче. Помирившись із Танкредом, Річард визнав його королем Сицилії.
- Новим королем Німеччини після смерті батька став Генріх VI. Він вирушив на Сицилію, щоб заявити свої претензії на трон Сицилійського королівства.
- Болгари здобули перемогу над візантійськими військами.
- Жупан Рашки Стефан Неманя заснував монастир Студениця.
- Аверроес написав Гармонію релігії та філософії.
- Маймонід написав Путівник розгублених.

## Померли
- 10 червня — Під час Третього хрестового походу при переході через річку Салеф потонув 67-річний Фрідріх Барбаросса.